# گودزور
گودزور یک محوطه باستانی ماقبل تاریخ است که در حدود ۱.۵ کیلومتری غرب روستای آنگغاکوت در استان سیونیک ارمنستان واقع شده است. آبادی نرکین گودزور در تنگه رودخانه وروتان و در ارتفاع ۱۸۰۰ متری قرار دارد. سنگ نگاره‌ها مهمی در نزدیکی این منطقه کشف شده است. مطالعات باستانشانی بر روی یافته‌ها نشان می‌دهد این منطقه یک سکونتگاه فصلی بود که دامداران از آن استفاده می‌کردند، این منطقه در طول زمستان پوشیده از برف است. نشانه‌هایی وجود دارد که نشان می دهد سکونت انسان در این بخش‌ها در پایان هزاره پنجم قبل از میلاد آغاز شده است، اما، طبق آزمایش‌ها رادیو کربن، فعالیت‌های اصلی در بازه زمانی بین ۳۶۵۰ و ۳۳۵۰ پیش از میلاد مسیح محاسبه شده است. همچنین در حدود ۱۵ کیلومتری شرق گودزور، در نزدیکی شهر سیسیان ، یک سایت باستان شناسی ماقبل تاریخ در کاراهونج قرار دارد که به دلیل شباهت زیاد به «استون هنج انگلستان به استون هنج ارمنی شهرت یافته است. این منطقه در سال ۱۹۹۴ کشف شد و قدمت این بناهای سنگی ممکن است به عصر برنز یا قبل از آن برگردد. یافته‌های این منطقه شامل مصنوعات ابتدایی از سنگ‌های سیاه، سفال و کشاورزی بوده است. این منطقه باستانی به عنوان یکی از قدیمی‌ترین نواحی در شناسایی کشاورزی و سفال‌گری شناخته می‌شود.

## مطالعات باستانشناسی
در سال ۲۰۰۳، یک بررسی باستان شناسی، ذخایر فرهنگی ماقبل تاریخ را در این منطقه نشان داد که با صنعت سنگ و سرامیک متمایز می شدند. این محوطه در ساحل چپ رودخانه است. بخش‌هایی از سایت متأسفانه در اثر فعالیت‌های کشاورزی اخیر تخریب شده بود. کاوش‌های تکمیلی در این منطقه دو سال بعد از تایید باستانی بودن منطقه در سال ۲۰۰۵ آغاز شد.
سنگ
در مطالعات سال ۲۰۰۵ میلادی مصنوعات مختلفی از جنس سنگ‌های ابسیدین در گودزور یافت شد. موقعیت این سایت برای دسترسی به ذخایر مهم ابسیدین سیونیک در بالادست رودخانه وروتان مساعد است و احتمالا این مصنوعات از آن منطقه به اینجا منتقل شده باشند. یافتن این دستسازه‌ها باعث پیدا شدن شواهدی از سبک زندگی ساکنان این ناحیه و ارتباط آن‌ها با سایر انسان‌های هم عصر خود شد. برای مثال ابسیدین سیونیک در بسیاری از آثار باستانی از خاور نزدیک شناسایی شده است. به ویژه در منطقه مطالعه شده در نزدیکی دریاچه ارومیه در ایران. این شباهت‌ها باعث شد محققان در مطالعات بعدی یافته‌ها را با دیگر مطالعات در ایران به صورت تطبیقی مقایسه کنند. نتایج این پژوهش یافته‌های بسیار ارزشمندی بود از جمله اینکه آثار این گروه عمدتاً از شمال غربی ایران می‌آیند و در بافت‌های هزاره ششم قبل از میلاد در تپه های حاجی فیروز ، یانیک تپه یا هزاره‌های پنجم تا چهارم پیش از میلاد در داوا گوز، کوشالی تپه، کول تپه (هادیشهر) شباهت دارد. در بخش‌هایی از تاریخ گودزور مرکز بزرگ تجارت ابسیدین در قفقاز جنوبی بود.
سفال
در ویژگی‌های فرهنگی گودزور یک قرابت آشکار میان ساکنان آن با گروه‌های انسانی پیش از تاریخی خاورمیانه وجود دارد. سفال‌ها پیوندهایی با فرهنگ ایران نشان می‌دهند، این اطلاعات اگرچه جامع نیستند. اما نشانه‌هایی از برخی تحولات محلی در این منطقه در حاشیه حوزه فرهنگی ایران، سیر و بین النهرین وجود دارد. در سایت باستانی گودزور، تمام سفال‌های کالکولیتیک دست‌ساز هستند و رایج‌ترین نوع سفال‌ها، سفال‌های چف‌مدور است.
کشاورزی و دامداری
پژوهشگران دریافته‌اند که کشاورزی به عنوان یک شیوه تولید غذای مردم گودزور نقش مهمی ایفا می‌کرده‌اند. شواهد گیاه شناسی فراوانی در اینجا توسط باستان‌شناسان پیدا شد که نوع و میزان محصول کشاورزی و زمان زراعت آن‌ها را قابل حدس کرده است. برای مثال محصولات غلات غالب بودند و نسبت بین گندم و جو حدود ۶ به ۴ بوده است. به نظر می‌رسد که برخی از محصولات قبل از آمدن زمستان کاشته شده‌اند و هنگامی که قبایل در بهار با گله‌های خود بازگشتند، این محصولات از قبل آماده برداشت بودند.
طبق مطالعات در محدوده گودزور نگهداری پنج حیوان اهلی از جمله گاو، گوسفند، بز، خوک و سگ تایید شده است. بزها رایج ترین گونه بودند و گاوها از نظر اهمیت در رتبه دوم قرار داشتند. همچنین بر اساس بقایای موجود مشخص شد ۱۵ گونه جانوری وحشی نیز توسط آن‌ها شکار شده است.
گودزور نوعی تداوم ساختاری و اقتصادی بین اقتصادهای دوره کالکولیتیک پسین، که به آن تعلق دارد، و فرهنگ‌های کورا-آراکس که بعداً در همان مناطق مرتفع توسعه یافت را نشان می‌دهد. از جمله این نشانه‌های تداوم، کشاورزی متمرکز بر غلات بود که برای اولین بار در مناطق کوهستانی توسط مردمان کالکولیتیک معرفی شد.